# アイアンワーカーズメモリアル・セカンドナローズクロッシング

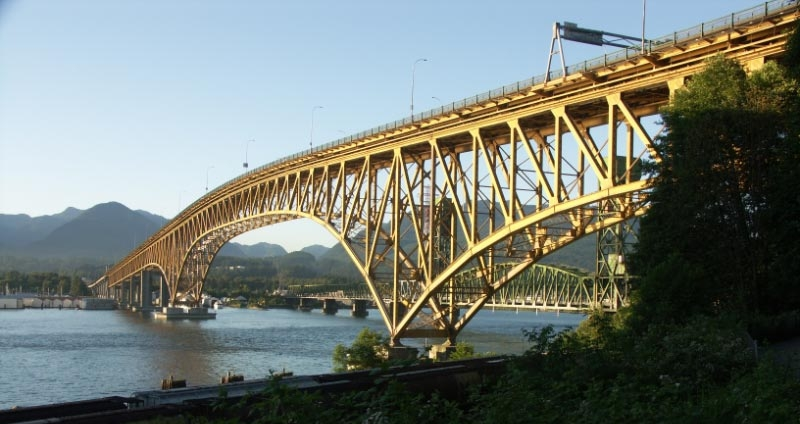
アイアンワーカーズメモリアル・セカンドナローズクロッシング（バンクーバー側から）

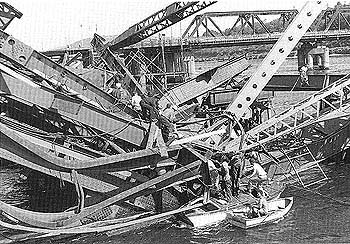
崩壊後の救出活動

アイアンワーカーズメモリアル・セカンドナローズクロッシング (Ironworkers Memorial Second Narrows Crossing) は、カナダ、ブリティッシュコロンビア州メトロバンクーバーのバラード入り江に架かる鉄橋で、橋長は約1292メートル。同入り江のセカンドナローズ (Second Narrows) と呼ばれる狭窄部を跨ぎ、バンクーバーと入り江北岸のノースバンクーバー、ウェストバンクーバーなどを結ぶ。トランスカナダハイウェイ1号線の一部でもある。
1957年11月に着工して1960年8月25日に開通した。それに伴い、西側に並行する旧橋は鉄道専用橋に変更された。
1994年の名称変更（下記参照）までは「セカンドナローズブリッジ」 (Second Narrows Bridge) と呼ばれており、それは現在も通称として用いられている。

## 死亡事故
1958年6月17日、人為的な設計ミスにより橋が崩壊し、79人の作業員が30メートルの高さから海上に落水し、27人が死亡した。そのうち18人は落水した際に腰ベルトに取り付けていた重い工具類によって水中に沈み、溺死した。また、救助作業中のダイバー1人が溺死する二次災害も発生した。

## 名称変更
1994年、亡くなった作業員たちを労わるために「セカンドナローズブリッジ」から「アイアンワーカーズメモリアル・セカンドナローズクロッシング」に改名された。